# Coenosia flavibasis
Coenosia flavibasis är en tvåvingeart som beskrevs av Huckett 1934. Coenosia flavibasis ingår i släktet Coenosia och familjen husflugor. Inga underarter finns listade i Catalogue of Life.